# Kendrick Lamar
Pour les articles homonymes, voir Lamar.
Kendrick Lamar (prononcé : /kɛndɹɪk ləˈmɑː/) né le 17 juin 1987 à Compton (Californie), est un rappeur, chanteur, parolier, réalisateur artistique et acteur américain. Souvent considéré comme l'un des plus grands rappeurs de tous les temps, il est le seul musicien, en dehors des genres classique et jazz, à avoir reçu le prix Pulitzer de musique. Les critiques estiment généralement que son infusion régulière de critiques politiques et de commentaires sociaux a influencé l'émergence d'une conscience sociale au sein de sa génération. Il a été à de nombreuses reprises qualifié comme le « nouveau Roi du Hip-hop »,,,.
Kendrick Lamar commence à publier de la musique sous le nom de scène K.Dot alors qu'il est au lycée. Il signe avec Top Dawg Entertainment (TDE) en 2005, où il co-fonde le supergroupe de hip-hop Black Hippy. Après le succès de son premier album de rap alternatif Section.80 (2011), Lamar signe un contrat commun avec Aftermath Entertainment et Interscope Records. Il se fait connaître avec son deuxième album Good Kid, M.A.A.D City (2012), influencé par le gangsta rap, et ses singles Swimming Pools (Drank), Poetic Justice et Bitch, Don't Kill My Vibe, qui se sont classés dans le top 40. Il s'agit de l'album studio de hip-hop le plus anciennement classé au Billboard 200, avec plus de dix années consécutives de présence au classement.
Inspiré par une visite en Afrique du Sud, Lamar embrasse les styles jazz et G-funk sur son troisième album, To Pimp a Butterfly (2015). Cet album devient le premier de ses cinq albums consécutifs à se classer numéro un aux États-Unis, et est l'un des albums les plus acclamés par la critique de la décennie 2010. Son travail sur le remix de Bad Blood (de Taylor Swift) lui permet d'obtenir son premier numéro un au Billboard Hot 100. Le succès critique et commercial de Lamar se poursuit avec son quatrième album Damn (2017), axé sur le R&B et la pop, qui donne lieu à son deuxième single classé numéro un, Humble. Il est le superviseur de la bande originale du film Black Panther (2018), quitte TDE avec Mr. Morale & the Big Steppers (2022) et décroche son troisième, quatrième et cinquième single numéro un avec Like That (avec Future et Metro Boomin), Not Like Us et Squabble Up. Ce dernier étant extrait de son album GNX (2024). Not Like Us devient le titre le plus décoré de l'histoire des Grammy Awards, avec 5 victoires.
Lamar reçoit diverses récompenses tout au long de sa carrière, notamment un Primetime Emmy Award, un Brit Award, quatre American Music Awards, six Billboard Music Awards, 11 MTV Video Music Awards (dont deux vidéos de l'année), 22 Grammy Awards (le troisième plus grand nombre de victoires pour un rappeur) et 37 BET Hip Hop Awards (le plus grand nombre de prix remportés par un artiste). En 2016, le magazine Time le classe parmi les 100 personnes les plus influentes au monde. Deux de ses tournées de concerts, le Damn Tour (2017-2018) et le Big Steppers Tour (2022-2023), figurent parmi les tournées de rap les plus lucratives de l'histoire. Trois de ses œuvres sont incluses dans la révision 2020 du magazine Rolling Stone des 500 plus grands albums de tous les temps. En dehors de la musique, Lamar co-fonde la société de création PGLang et se lance dans la réalisation de films avec son partenaire créatif, Dave Free. Il travaille avec diverses organisations caritatives et milite en faveur de l'égalité raciale et de la sensibilisation à la santé mentale.

## Biographie

### Enfance et débuts (1987-2009)
Kendrick Lamar Duckworth est né à Compton, en Californie, de parents venant de Chicago, dans l'Illinois. Son père était un membre du gang de Chicago Gangster Disciples. C'est pour le fuir qu'il est venu s'installer avec sa famille en Californie. Son nom de naissance lui a été donné par sa mère en l'honneur du chanteur Eddie Kendricks. En 1995, à l'âge de huit ans, Lamar a été témoin du tournage du clip de la chanson California Love de ses idoles Tupac Shakur et Dr. Dre. Ce passage dans l'enfance de Lamar se révélera être un moment très important dans sa vie. Adolescent, Lamar fréquente l'école secondaire Centennial de Compton,.
En 2003, à l'âge de 16 ans, Lamar publie son premier projet musical, une première mixtape intitulée Youngest Head Nigga in Charge (Hub City Threat: Minor of the Year), sous le pseudonyme K-Dot. La mixtape est publiée au label Konkrete Jungle Musik et est très bien accueillie localement. Cette mixtape mènera Lamar à signer un contrat d'enregistrement avec Top Dawg Entertainment (TDE), un label indépendant fondé en 2004 à Carson en Californie. Lamar commence à enregistrer avec le label pour publier deux ans plus tard sa deuxième mixtape, Training Day, contenant vingt-six pistes. Entre 2006 et 2007, Lamar participe à la tournée de The Game en compagnie d'autres artistes de la côte Ouest comme Jay Rock et Ya Boy. Sous le nom K-Dot, Lamar participe aux chansons The Cypha et Cali Niggaz de Game,.
En 2008, Lamar participe au premier single de Jay Rock, All My Life (In the Guetto). En 2009, Lamar publie sa troisième mixtape, intitulée C4. Cette mixtape est fortement influencée par Tha Carter III de Lil Wayne. Peu de temps après, à la fin de 2009, Lamar décide d'abandonner le nom de K-Dot, et de publier un premier EP sous son propre nom intitulé Kendrick Lamar. Cette même année, Lamar forme le collectif Black Hippy, avec ses amis du même label TDE, Ab-Soul, Jay Rock et Schoolboy Q.

### Overly DedicatedetSection.80(2010-2011)

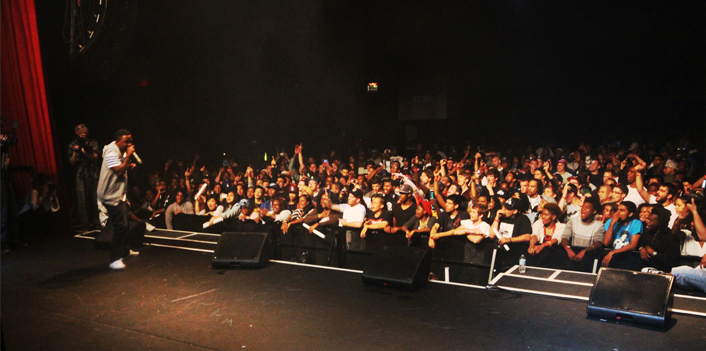
Kendrick Lamar sur scène à Toronto, au Canada, le 16 juin 2011.

Tout au long de l'année 2010, Kendrick Lamar participe à la tournée The Independent Grind Tour avec Tech N9ne et Jay Rock. Le 4 septembre 2010, Lamar dévoile la pochette de sa quatrième mixtape, Overly Dedicated, conçue par RedefineCreativity. Le 14 septembre 2010, il publie le clip de P&P 1.5 extrait de Overly Dedicated, avec Ab-Soul. Le 23 septembre, il publie sa quatrième mixtape, Overly Dedicated, gratuitement sur Internet. La mixtape est acclamée par la presse spécialisée. Aux États-Unis, elle s'en sort plutôt bien, et se classe 72e des Billboard Top R&B/Hip-Hop Albums. L'opus comprend un morceau intitulé Ignorance Is Bliss qui glorifie le gangsta rap et la criminalité. Chaque couplet de la chanson se termine par la phrase Ignorance Is Bliss dont le message est « bien heureux les ignorants ». Ce titre attire l'attention de Dr. Dre qui déclarera vouloir travailler avec Lamar, après avoir vu la vidéo de la musique sur YouTube. Par la suite, Lamar participe avec Snoop Dogg à l'album de Dr Dre, Detox, ce dernier envisageant d'ailleurs de le signer sur son label, Aftermath Entertainment,,. En décembre 2010, le magazine Complex met en lumière Lamar dans une édition de sa série Indie Intro.
En janvier 2011, Lamar annonce avoir terminé son prochain projet musical à 90 %. Au début de l'année 2011, Lamar figure sur la liste des 2011 XXL Freshmen du magazine XXL aux côtés de CyHi the Prynce, Meek Mill, Mac Miller, Yelawolf, Lil B, et de Big K.R.I.T.. Le 11 avril 2011, Lamar annonce le titre de son prochain projet, Section.80, et révèle la future publication de son premier single le lendemain. Comme promis, le 12 avril 2011, Lamar publie HiiiPoWeR, dont le concept est d'expliquer davantage le mouvement HiiiPoWeR. La chanson est produite par le rappeur américain J. Cole. La chanson marque la première de leurs nombreuses collaborations à venir.
En juin 2011, Lamar publie la chanson Ronald Reagan Era (His Evils), extrait de Section.80, mettant en vedette RZA, membre fondateur du Wu-Tang Clan. Le 2 juillet 2011, il publie Section.80, son premier album indépendant, seulement sur iTunes. L'album est produit par la société Top Dawg Entertainment. Les artistes Colin Munroe, GLC, Ashtro Bot, BJ the Chicago Kid, Schoolboy Q et Ab-Soul participent à l'album. La production fut essentiellement assurée par les membres du collectif Digi+Phonics, sous la tutelle de TDE ainsi que par le rappeur américain J. Cole. Cet album-concept adopte des thèmes tels que le racisme ou l'accoutumance, et est bien accueilli par la presse spécialisée. L'album atteint, après une semaine de publication aux États-Unis, la 113e place du Billboard 200 avec 5 400 exemplaires écoulés, sans promotion ni couverture de la part de la presse spécialisée. En deux semaines, l'album compte à 9 522 exemplaires[réf. nécessaire]. En août 2011, alors sur scène avec Snoop Dogg, Dr Dre, Kurupt et The Game à Los Angeles, les quatre rappeurs le couronnent New King of the West Coast. Le 24 août 2011, Lamar publie le clip du titre populaire A.D.H.D extrait de Section.80 ; la vidéo est réalisée par Vashtie Kola. En octobre 2011, Lamar est apparu aux côtés des rappeurs américains B.o.B, Tech N9ne, MachineGun Kelly, et Big K.R.I.T, dans un freestyle monstrueux au BET Hip Hop Awards. Encore en octobre 2011, Lamar est en partenariat avec Windows Phone, et compose une chanson originale avec le producteur Nosaj Thing intitulé Cloud 10 afin de promouvoir le nouveau produit de Microsoft. La même année, il participe à plusieurs albums de grandes envergures incluant The RED Album de Game, All 6's and 7's de Tech N9ne, The Wonder Years de 9th Wonder et Take Care de Drake.

### Good Kid, M.A.A.D Cityet controverses (2012-2013)

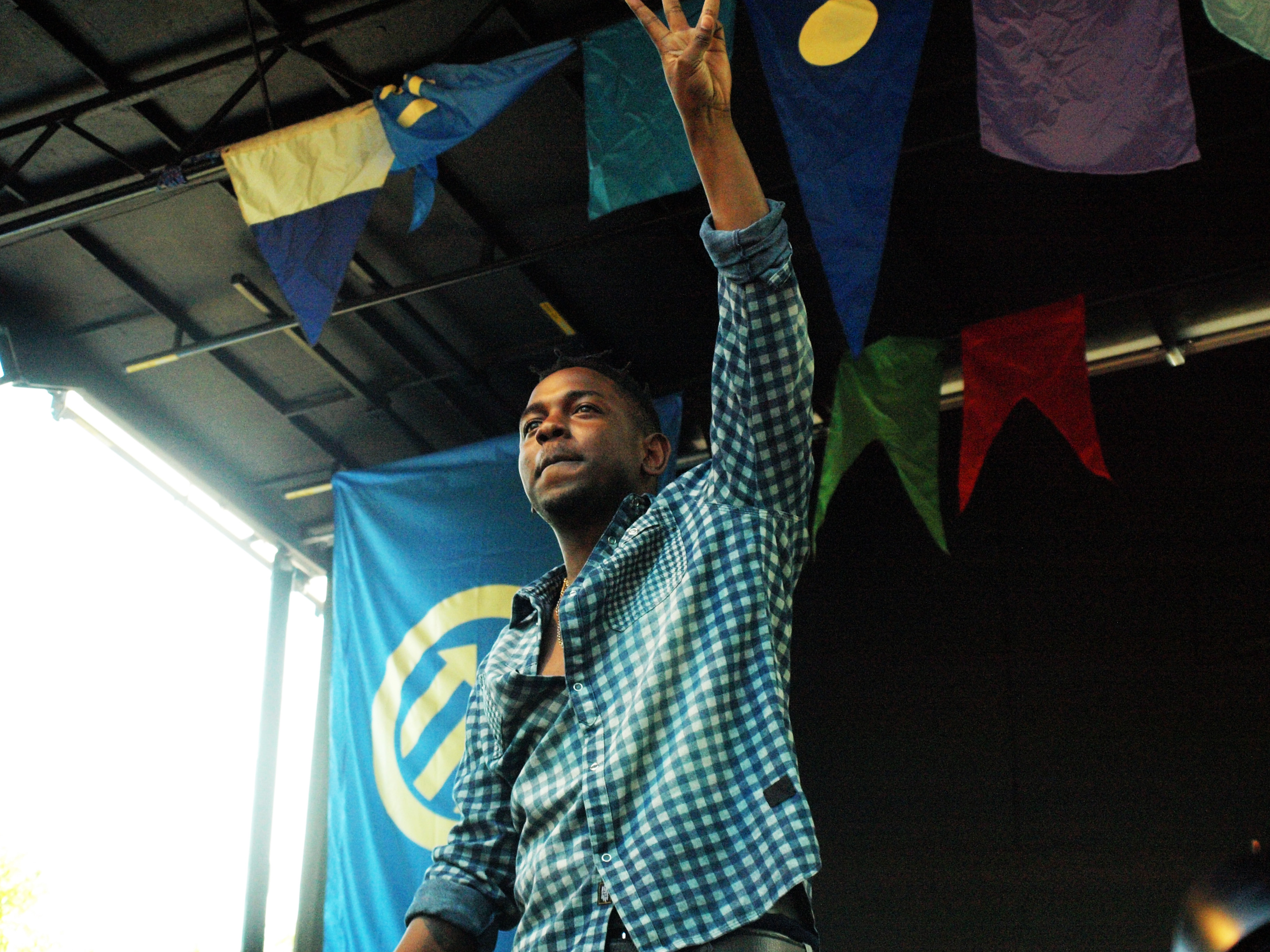
Kendrick Lamar, en concert en 2012.

Le 15 février 2012, une chanson de Kendrick Lamar, intitulée Cartoon and Cereal, en featuring avec le rappeur Gunplay, est publiée sans autorisation sur Internet. Lamar révèle plus tard qu'il s'agissait du premier single de son prochain album, et qu'il prévoyait tourner un clip vidéo. La chanson est néanmoins classée deuxième des 50 meilleures chansons de 2012 au magazine Complex. En février 2012, FADER annonce l'apparition de Kendrick Lamar et du rappeur Danny Brown en couverture du magazine.
En mars 2012, MTV annonce la signature d'un accord entre Lamar, Interscope Records et Aftermath Entertainment, marquant la fin de sa carrière en tant qu'artiste indépendant. Le 3 avril 2012, Lamar publie la chanson The Recipe, premier single extrait de son prochain album, good kid, m.A.A.d city. Le 14 mai 2012, J. Cole parle de nouveau de son projet musical en commun avec Lamar. Dans une interview avec Bootleg Kev, Cole déclare : « J’ai effectivement commencé à travailler avec Kendrick l’autre jour, Nous sommes en plein dedans, enfin. Il s’agira d’un album. Effectivement, nous avons travaillé dessus, faisant jaillir les idées. L'énergie était tellement bonne qu'on s'est dit que ça allait vraiment se faire. Nous avons peut-être quatre ou cinq morceaux déjà. » Le 21 mai, Lamar apparait au 106 and Park au côté d'Ace Hood, rejoignant Birdman et Mack Maine sur scène pour interpréter B Boyz. Le 21 mai, Lamar publie également War Is My Love, une chanson originale écrite et enregistrée pour le jeu vidéo Tom Clancy's Ghost Recon: Future Soldier. Le 24 mai, J. Cole poste des photos sur son blog Dreamville de lui-même et Lamar travaillant ensemble en studio. Le 13 novembre 2012, dans une interview avec les Lakers de Los Angeles, Lamar révèle que les deux travaillent toujours sur le projet, et qu'il n'y aura pas de date de sortie donnée pour l'album en commun.
Le 31 juillet 2012, Lamar publie Swimming Pools (Drank), deuxième single extrait de son prochain album, good kid, m.A.A.d city. La chanson atteint la 17e place au Billboard Hot 100 dans sa treizième semaine, avant de grimper progressivement dans le classement. Quelques semaines avant la sortie de l'album good kid, m.A.A.d city, une collaboration avec Lady Gaga était annoncée sur le titre Bitch, Don't Kill My Vibe, mais elle est finalement remplacée par Anna Wise de Sonnymoon, pour ne pas repousser la sortie de l'album à cause du mixage. Lamar publie une chanson intitulée Westside, Right on Time, en featuring avec le rappeur Young Jeezy. Ce titre est publié dans le cadre du Top Dawg Divertissement Fam Appreciation Week. En 2012, Lamar part aussi en tournée avec Black Hippy et le rappeur Stalley au Music Matters Tour organisé par BET.

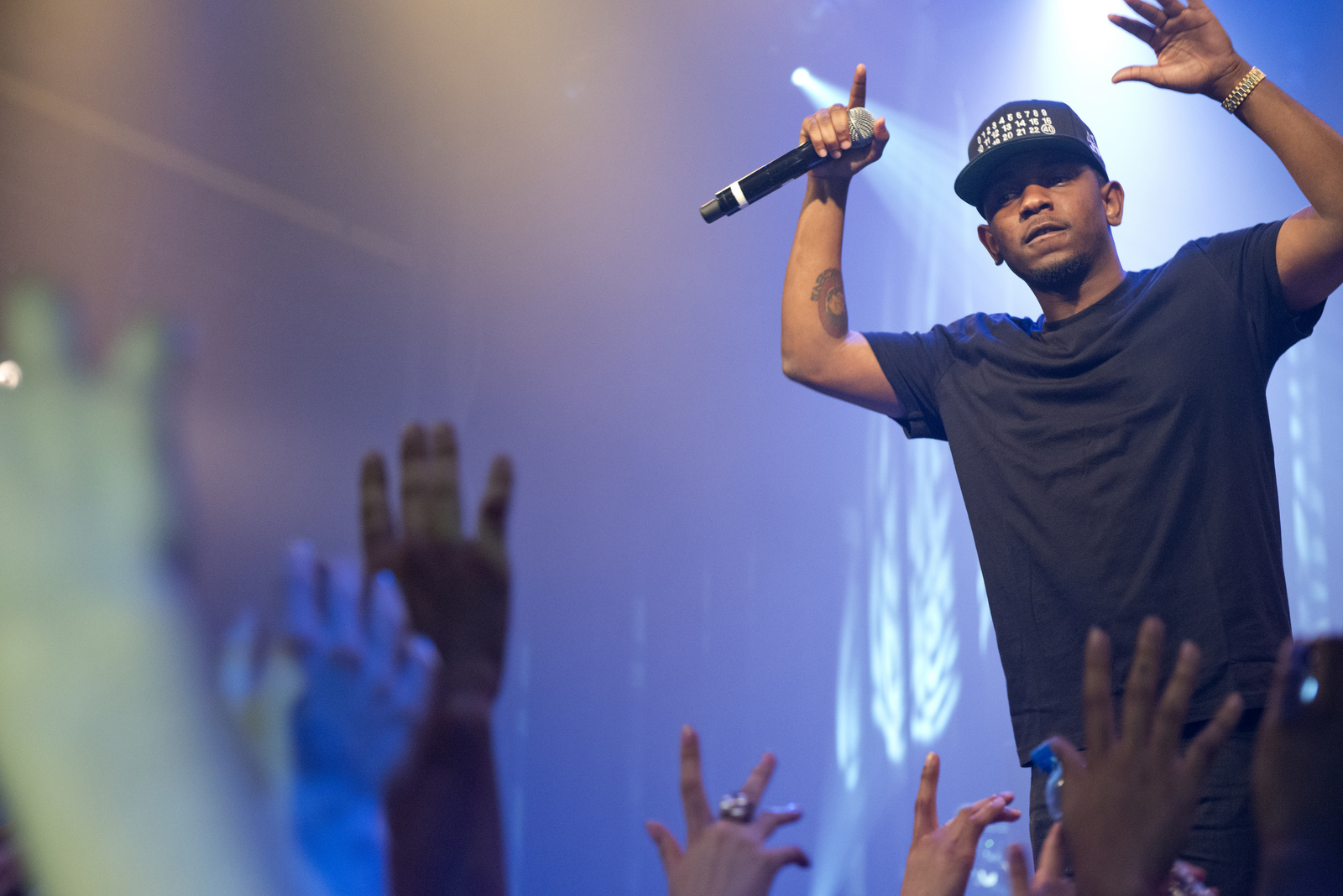
Kendrick Lamar en concert en 2013.

Le 22 octobre 2012, Lamar publie son deuxième album studio, good kid, m.A.A.d city. L'album est salué par la critique, et compte 242 122 exemplaires vendus la première semaine. En décembre 2012, FUSE TV place Backseat Freestyle, troisième single extrait de good kid, m.A.A.d city, comme étant l'une des 40 meilleures chansons de 2012. Après quelques mois, l'album est certifié disque d'or par la Recording Industry Association of America (RIAA). Le webzine HipHopDX nomme Lamar rappeur de l'année (Emcee of the Year) pour leur prix de fin d'année 2012. Le 22 février 2013, Lamar publie le clip de Poetic Justice. Un remix de ce titre, en collaboration avec Janet Jackson et Drake, est également publié.
Le 26 février 2013, Lamar joue en live Poetic Justice au Late Show. À peine neuf mois après sa sortie, good kid, m.A.A.d city, est certifié disque de platine par la RIAA, une première dans la carrière de Lamar. En août 2013, le couplet de Lamar sur le titre Control de Big Sean, fait couler beaucoup d'encre. Dans ce morceau Lamar n'a pas hésité pas à s'autoproclamer « roi de New York » (King of New York) et rabaisse la nouvelle vague de rappeurs dont il fait partie, et dont il se considère le meilleur, se comparant à Jay-Z, Nas, Eminem et André 3000. Des rappeurs comme J. Cole, Big K.R.I.T, Wale, Pusha T, Meek Mill, ASAP Rocky, Drake, Big Sean, Jay Electronica, Tyler, The Creator et Mac Miller répondent à cette provocation lors d'interviews ou dans des diss songs,,,,,,,.

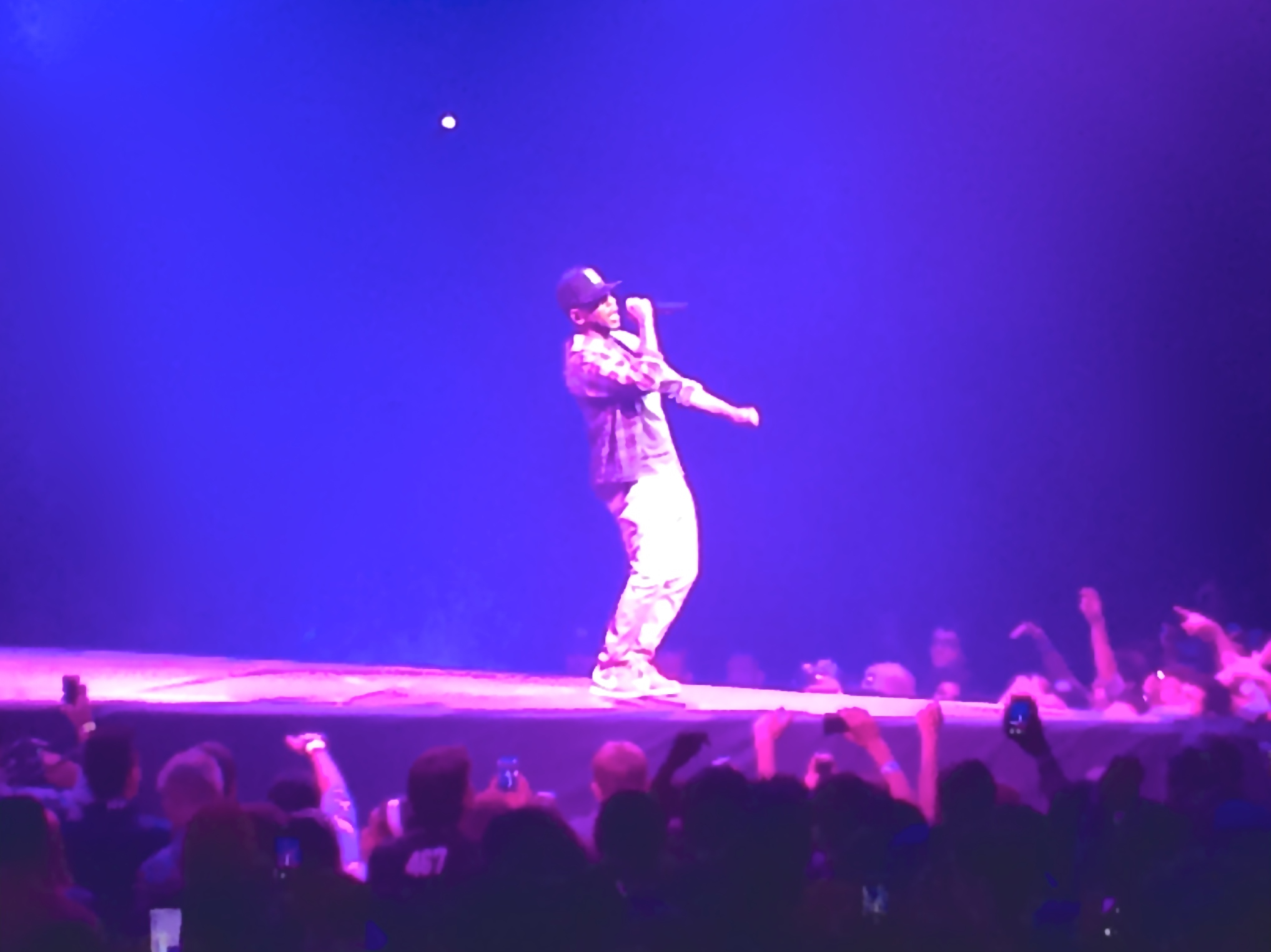
Kendrick Lamar jouant Money Trees durant le Yeezus Tour.

La revue spécialisée Complex considère son couplet dans Control comme étant le meilleur de l'année 2013[réf. nécessaire]. Le 6 septembre 2013, Kanye West annonce être en tête d'affiche de sa première tournée solo en cinq ans, à l’occasion de son sixième album Yeezus, avec Kendrick Lamar qui l'accompagne en tournée. Le Yeezus Tour débute en octobre,. En octobre, il est également révélé que Lamar serait le seul rappeur à être présent sur le huitième album d'Eminem, The Marshall Mathers LP 2. Le 15 octobre 2013, Lamar remporte cinq prix au BET Hip Hop Awards, notamment celui de l'album de l'année et celui du parolier de l'année, dont le dernier, avait déjà été gagné par Lamar, lui-même l'année précédente. Dans la même soirée, Lamar joue Money Trees, et participe également à un freestyle aux côtés de d'autres membres du label Top Dawg, Jay Rock, Schoolboy Q, Isaïah Rashad, et Ab-Soul,. En octobre 2013, lors d'un interview accordée à XXL, Lamar révèle qu'à la suite du Yeezus Tour, il se mettrait à commencer à travailler sur son prochain album. En novembre 2013, il est nommé rappeur de l'année par le magazine GQ, et présent sur la couverture Men of the Year du magazine en question,,.
Lamar compte un total de sept nominations lors de la 56e cérémonie des Grammy Awards de 2014, notamment celui du « meilleur nouvel artiste », celui de l'« album de l'année » et celui de la « meilleure chanson rap », mais ne remporte aucun de ces sept prix,,. Beaucoup estiment que la Recording Academy avait snobé Lamar, notamment par rapport au prix de l'album de l'année, précédemment remporté par le rappeur originaire de Seattle Macklemore. Durant la soirée, Lamar joue le titre M.A.A.D City et un remix du titre Radioactive, dans un mash-up avec le groupe de rock américain Imagine Dragons. Lamar et le groupe jouent de nouveau le remix le 1er février 2014, durant l'émission du Saturday Night Live, marquant la deuxième apparition de Lamar dans l'émission.

### To Pimp a ButterflyetUntitled Unmastered(2014-2016)

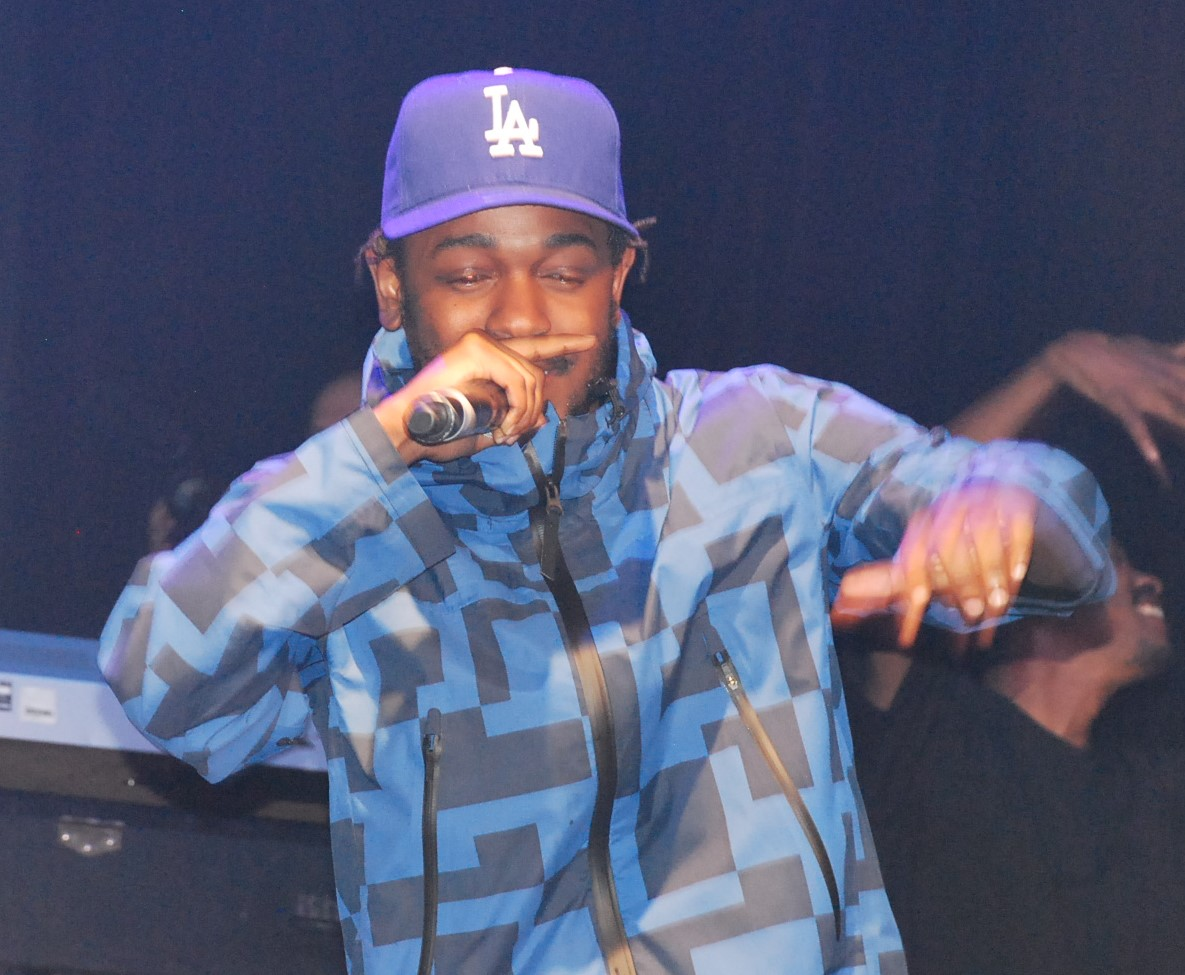
Lamar sur scène en 2015 au Hollywood Palladium lors d'un concert pré-Grammy.

Le 28 février 2014, lors d'une interview accordée au Billboard, Kendrick Lamar déclare avoir l'intention de sortir un nouvel album en septembre 2014. Le 23 septembre 2014, Lamar publie i, le premier single extrait de son troisième album studio. Le 15 novembre 2014, Lamar est l'invité du Saturday Night Live, où il joue i et Pay For It, aux côtés de Jay Rock. En décembre 2014, Lamar se lance en partenariat avec la marque de vêtements de sport Reebok. Le 17 décembre 2014, Lamar commence une nouvelle chanson sans titre (produite par le beatmaker français Astronote) sur l'un des derniers épisodes du Colbert Report,.
Le 8 février 2015, Lamar remporte le prix de la meilleure performance rap, et celui de la meilleure chanson rap pour i à la 57e cérémonie des Grammy Awards. Le 9 février 2015, il publie The Blacker The Berry, deuxième single extrait de son troisième album studio. Prévu à l'origine pour le 23 mars 2015, son nouvel album intitulé To Pimp a Butterfly est publié une semaine plus tôt, le 16 mars 2015. L'album débute au sommet du classement américain Billboard 200 avec 324 000 exemplaires écoulés la première semaine, et est compte 9,6 millions d'écoutes en streaming sur Spotify, un record. Le lendemain, il bat son propre record avec 9,8 millions d'écoute contre 9,6 millions d'écoute.

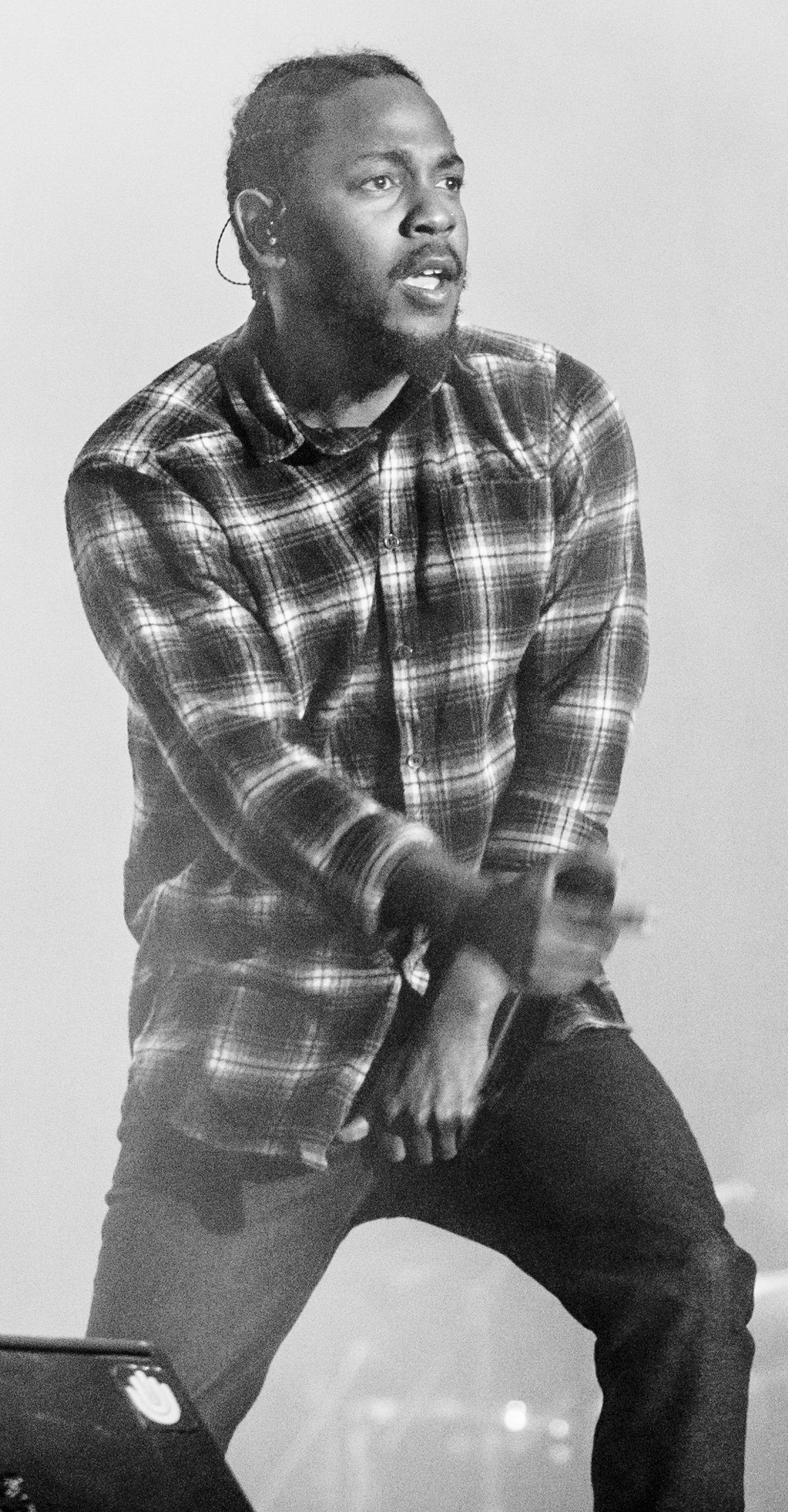
Lamar sur scène en 2016 au Festival International de Benicàssim.

Le 11 mai 2015, le sénat de l’État de Californie remet à Lamar une récompense exceptionnelle. Le 35e Generational Icon Award lui est décerné dans l'enceinte du sénat. Il reçoit ce prix pour honorer tous les dons qu'il a octroyé à la ville de Compton. Il a notamment concédé des libéralités à une école mais également à beaucoup d'autres œuvres de charité. Lamar a dit au législateur : « Je vous remercie du fond du cœur de m'honorer aujourd'hui. » Le 17 mai 2015, Lamar collabore avec Taylor Swift sur le remix officiel et sur le clip de la chanson Bad Blood. Le single atteint la première place du Billboard Hot 100. Les singles King Kunta, Alright et These Walls extraits de To Pimp a Butterfly ont tous droit à un clip. Il est nommé quatorze fois (artiste ayant reçu le plus de nominations cette année-là) aux MTV Video Music Awards 2015, notamment celle de la « vidéo de l'année », et celle de la « meilleure vidéo d'un interprète masculin ». La chanson For Free? (Interlude) a aussi droit un clip, tout comme les titres u et For Sale dans le cadre du court-métrage God Is Gangta publié sur sa chaîne Vevo. Le magazine Complex classe Lamar au sommet de sa liste des « 20 meilleurs rappeurs âgés de la vingtaine ». En octobre 2015, Lamar annonce qu'il va faire une mini-tournée nommée Kunta's Groove Sessions Tour, qui va comprendre huit dates dans huit villes aux États-Unis. Au début de l'année 2016, Kanye West publie sur son Soundcloud officiel le morceau No More Parties in L.A. en collaboration avec Kendrick Lamar. Lamar a également effectué une nouvelle chanson, Untitled II sur The Tonight Show Starring Jimmy Fallon en janvier.
Lamar est nommé 11 fois à la 58e cérémonie des Grammy Awards, notamment dans les catégories « album de l'année », « meilleure chanson rap » et « meilleur album rap ». Il en gagne cinq dont celui du « meilleur album rap » pour To Pimp a Butterfly[réf. nécessaire]. Lors de la cérémonie, Lamar effectue un medley de The Blacker the Berry et Alright. Il est classé par les magazine Rolling Stone et Billboard comme étant le meilleur moment de la nuit ; ils disent aussi : « C'était facilement l'un des meilleurs spectacles de télévision en direct dans l'histoire[réf. nécessaire]. » Le 4 mars 2016, Kendrick Lamar sort une compilation nommée Untitled Unmastered, contenant huit titres, sans nom, mais datés. Lamar confirme plus tard que les pistes étaient des démos inachevées de l'enregistrement de To Pimp a Butterfly. L'album de compilation fait ses débuts au sommet du Billboard 200[réf. nécessaire].

### DAMNetBlack Panther(2017-2020)

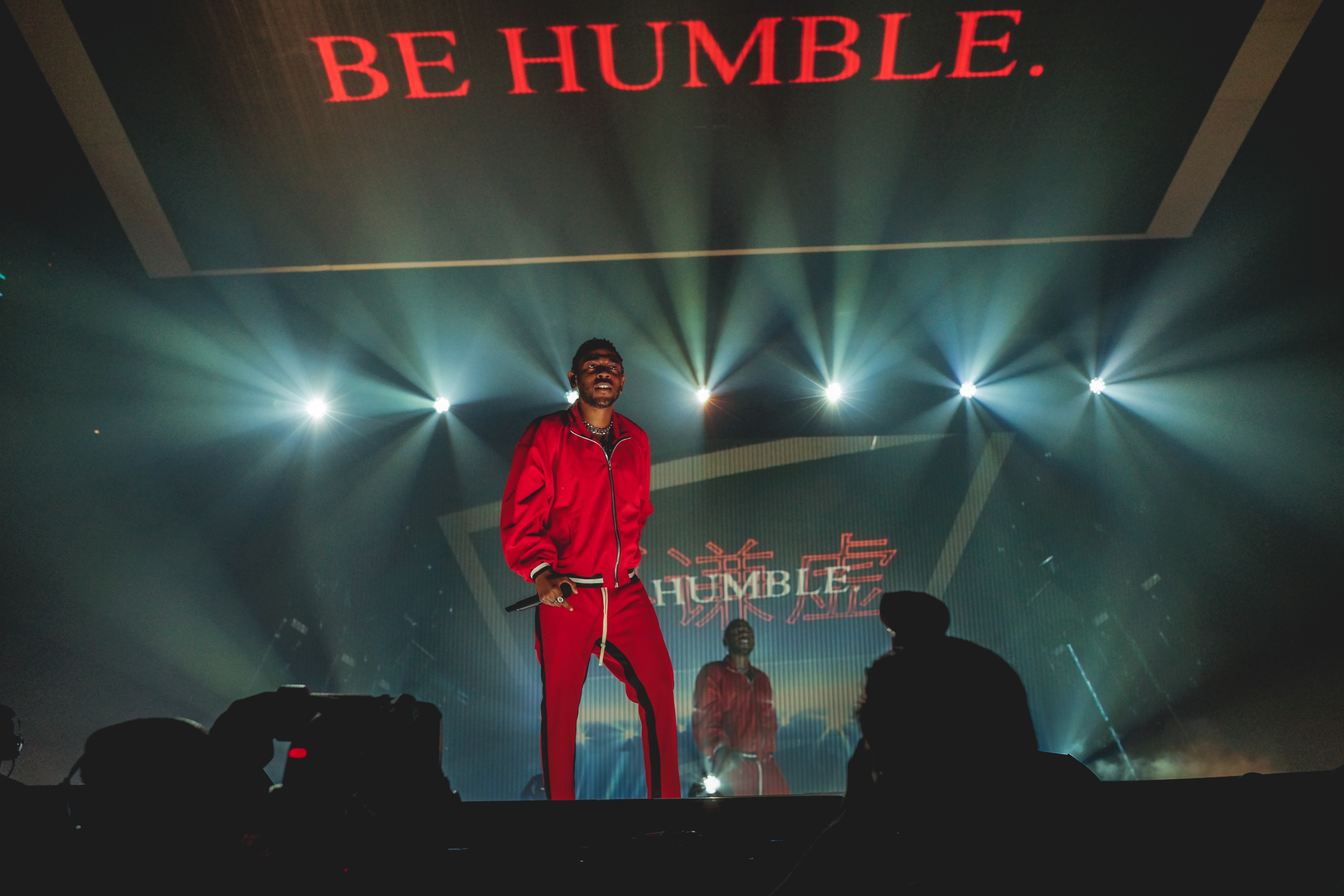
Lamar sur scène durant le The DAMN. Tour en 2017.

Le 23 mars 2017, Kendrick Lamar sort le morceau The Heart Part 4. Dans la chanson, il insinue que le 7 avril est la date de sortie de son prochain album[réf. souhaitée]. Une semaine après, le single HUMBLE. est dévoilé sous forme de clip sur YouTube. Le 7 avril 2017, le nouvel album est disponible en pré-commande et la date réelle de sortie est annoncée pour le vendredi 14 avril. Le 11 avril, Kendrick Lamar révèle le titre de l'album, DAMN, ainsi que la tracklist composée de quatorze titres, contenant des collaborations avec la chanteuse Rihanna, le groupe U2 et le chanteur Zacari.
L'album sort comme prévu le 14 avril 2017. Les premières critiques sont, d'entrée de jeu, élogieuses, avec iTunes Review décrivant DAMN. comme « une déclaration de saisie-par-la-gorge qui est aussi contondante, complexe et inflexible comme son nom l'indique »[réf. nécessaire], et Christopher R. Weingarten de Rolling Stone décrivant l'album comme « une combinaison brillante du moderne, de l’old school et du prochain niveau ». DAMN. tout comme les deux autres opus précédents, atteint la première place au Billboard 200, avec 610 000 albums vendus en première semaine, dont 353 000 provenant de ventes physique. Il s'agit du meilleur démarrage de l'année 2017, et le meilleur démarrage de sa carrière. La deuxième semaine l'album a été vendu à 233 000 reprises, ce qui totalise 843 000 disques vendus en deux semaines. Lamar a réussi à hisser les 14 morceaux de son album dans le Billboard Hot 100. Le titre HUMBLE. est son premier single a atteindre la première place au Billboard Hot 100. Quelque temps après la sortie de DAMN., Section.80 le premier album de Kendrick Lamar, est certifié disque d'or par la RIAA, six ans après sa sortie. Le 4 mai, DAMN. est certifié disque de platine par la RIAA, soit trois semaines après sa sortie. Lamar est nommé à huit reprises aux MTV Video Music Awards 2017 dont le « clip de l'année », « meilleur clip hip-hop », « meilleure photographie » pour son clip Humble. Ces huit nominations font de lui l'artiste le plus nommé de la cérémonie en cette année 2017. Lamar domine la soirée en remportant 6 prix sur 8 dont celui de la meilleure chanson hip-hop pour Humble mais surtout le prestigieux titre de vidéo de l'année[réf. nécessaire]. Le 8 décembre 2017 sort la réédition de l'album, exactement avec le même nombre de morceaux et les mêmes morceaux, mais dont la tracklist a été inversée. Avec le créateur du label Top Dawg Entertainment, Anthony Tiffith[réf. nécessaire]. Kendrick Lamar produit la bande son du film de super-héros Marvel Black Panther (2018), Black Panther: The Album. Le premier morceau de la bande originale, All the Stars, sort sur toutes les plateformes officiellement le 4 janvier 2018, en collaboration avec SZA, suivi d'un autre single King's Dead en featuring avec Jay Rock, Future et James Blake[réf. nécessaire].
Lamar ouvre la 60e cérémonie des Grammy Awards avec un medley composé des morceaux Lust, XXX, DNA, Humble, King's Dead et New Freezer de Rich the Kid. Il est également nommé pour sept prix, dont celui de l'« album de l'année » et du « meilleur album rap » pour DAMN, l'« enregistrement de l'année », la « meilleure chanson rap », et le « meilleur clip vidéo » pour Humble, ainsi que la « meilleure collaboration rap/chant » pour Loyalty avec Rihanna. Lamar a finalement remporté cinq prix lors de la cérémonie, pour le « meilleur album rap », la « meilleure performance rap », la « meilleure chanson rap », le « meilleur clip vidéo », et la « meilleure collaboration rap/chant ». Lamar dévoile fin janvier la couverture, la liste des titres, et la date de sortie (9 février 2018) de Black Panther: The Album[réf. nécessaire]. Le 2 février 2018, Lamar sort le troisième single de Black Panther: The Album, Pray for Me aux côtés de The Weeknd[réf. nécessaire]. Black Panther: The Album est sorti le 9 février 2018.
Lamar totalise huit nominations lors de la 61e cérémonie des Grammys Awards, ce qui fait de lui l'artiste le plus nommé pour Black Panther: The Album, album qu'il a à la fois produit, mais également contribué à l'écriture de tous les titres et interprété plusieurs morceaux. Il remporte finalement le Grammy de la « meilleure prestation rap » pour King's Dead avec Jay Rock, Future & James Blake.

### Mr. Morale & the Big Steppers(2021-2023)
Après une interruption de quatre ans, Lamar annonce son dernier album sous le label TDE sur son site web oklama en août 2021. Lamar réapparaît plus tôt lors de l'été sur le single  Family Ties de son cousin Baby Keem, et apparu sur l'album de Keem, The Melodic Blue, sur les chansons Range Brothers et Vent, ainsi que Family Ties.
Lamar se produit au spectacle de mi-temps du Super Bowl LVI le 13 février 2022, aux côtés de Dr. Dre, Snoop Dogg, Eminem, 50 Cent, Mary J. Blige et Anderson .Paak. Le 18 avril, il annonce la sortie de son cinquième album studio, Mr. Morale & the Big Steppers, pour le 13 mai. Après plus de quatre ans sans sortir de musique par lui-même, Lamar dévoile le 8 mai le single The Heart Part 5, suite de sa série de singles éponymes. Il est accompagné d'un clip vidéo dépassant les cinq millions de vues en dix heures, où l'utilisation de la technique du deepfake métamorphose le visage de Lamar en personnalités importantes de la culture afro-américaine : O. J. Simpson, Kanye West, Jussie Smollett, Will Smith, Kobe Bryant et Nipsey Hussle,, .

### GNX(2024-)
Le 8 septembre 2024, la National Football League (NFL), Apple Music et Roc Nation annoncent que Kendrick Lamar animera le spectacle de la mi-temps du Super Bowl,,. Dans un communiqué, l'artiste s'exprime à la suite de cette nomination : « La musique rap reste le genre le plus marquant à ce jour. Et je serai là pour rappeler au monde pourquoi. Ils ont choisi la bonne personne »,. La finale a eu lieu le 9 février 2025 au Caesars Superdome, à La Nouvelle-Orléans, en Louisiane. Kendrick Lamar devient alors le premier artiste de hip-hop à qui était confié le concert de la mi-temps du Super Bowl.
Le 22 novembre 2024, Kendrick Lamar publie son sixième album studio intitulé GNX,. Composé de 12 titres pour une durée 44 minutes, l'album comporte plusieurs collaborations comme Jack Antonoff, SZA ou encore Kamasi Washington,. GNX est le premier album de Kendrick Lamar depuis qu'il a quitté Top Dawg Entertainment, le label de Los Angeles qui l'a découvert il y a plus de dix ans. Pour Stéphanie Binet du journal Le Monde, ce sixième album est « une lettre d’amour à la Californie » (son État natal). « Combinant une sincérité vicieuse, des sons californiens kaléidoscopiques et l'athlétisme d'un décathlonien, « GNX » est l'expression la plus convaincante de Kendrick Lamar - une mosaïque qui réaffirme indiscutablement son statut de cracheur le plus dynamique que le monde ait à offrir » écrit quant à lui Peter A. Berry pour le magazine Variety. Pour Chris Richards du Washington Post, GNX n'est pas loin d'être le meilleur album de la discographie de Kendrick Lamar. « Aussi désireux qu'il soit de se présenter comme un talent unique, Kendrick Lamar partage volontiers la vedette sur « GNX », en passant le micro à un certain nombre de jeunes talents de Los Angeles » explique Mikael Wood du Los Angeles Times. En mars 2025, il était le producteur exécutif de l'album Music par Playboi Carti, d'où il a apparu dans 3 extraits.

## Style musical et influences

### Influences
Dans une interview en 2011 pour le magazine Rolling Stone, Kendrick Lamar a dit que Mos Def et Snoop Dogg sont des rappeurs qu'il a écouté pendant ses premières années et qui l'auraient, selon lui, beaucoup influencé. Il cite également le rappeur new-yorkais DMX comme étant une influence : « DMX m'a vraiment lancé dans la musique », explique Lamar dans une interview avec la radio de Philadelphie Power 99. « Ce premier album Dark and Hell It Is Hot est un classique, donc il a eu une influence sur moi[réf. nécessaire]. » Il a également déclaré que Eazy-E était une influence dans une publication de Complex disant : « Je ne serais pas là aujourd'hui sans Eazy-E ».
Dans une interview en septembre 2012, Lamar déclare que le rappeur de Detroit Eminem a beaucoup influencé son style, et a depuis crédité Eminem pour sa propre ascension, sur des titres tels que Backseat Freestyle,. Lamar crédite également Lil Wayne pour son travail avec Hot Boyz parce qu'il a également beaucoup été influencé par le style de ce dernier, et loue sa longévité. Lamar a dit qu'il a aussi grandi en écoutant Rakim, Dr. Dre, et Tha Dogg Pound. En janvier 2013, lorsqu'on lui demande de nommer trois rappeurs qui ont joué un rôle dans son style, Lamar explique :« J'ai probablement plus d'influence du côté de la Côte Ouest. Un peu de Kurupt, Pac, avec une partie du contenu du Cube[réf. nécessaire]. » Dans une interview en novembre 2013 pour GQ, lorsqu'on lui demande « The Four de MC qui a fait Kendrick Lamar ? », il répond Tupac Shakur, Dr Dre, Snoop Dogg et Mobb Deep, à savoir Prodigy. Lamar prétendait avoir été influencé par le trompettiste de jazz Miles Davis et Funkadelic pendant l'enregistrement de To Pimp a Butterfly.
La chanson Control de Big Sean, sortie en août 2013, dans laquelle Lamar rappe un couplet a fait couler beaucoup d'encre. Dans ce morceau, Lamar n'hésite pas à s'autoproclamer « roi de New York » et à rabaisser la nouvelle vague de rappeurs dont il fait partie (A$AP Rocky, Drake ou encore Mac Miller...) et dont il se considère le meilleur (se comparant à Jay-Z, Nas, Eminem et André 3000). La revue spécialisée Complex considère son couplet dans Control comme le meilleur de l'année 2013.

### Impact
Commentant la discographie de Lamar, Olivia Ovended, rédactrice en chef d'Esquire UK, a écrit en 2020 : "même si vous ne connaissez pas trop le catalogue de Lamar, son influence sur la musique est partout, du hip-hop de la côte ouest, aujourd'hui réalisé par Anderson .Paak, à la trap de Gucci Mane. Il est - et nous n'allons pas le contester ici - le plus grand rappeur faisant de la musique aujourd'hui",tandis que la journaliste de The New Yorker Carrie Battan le considère comme "le plus grand artiste hip-hop de Californie depuis les années 1990". History.com a considéré le prix Pulitzer pour la musique de Lamar comme "un signe de la reconnaissance par l'élite culturelle américaine du hip-hop comme un média artistique légitime". CNN Entertainment l'a inscrit parmi "les 10 artistes qui ont transformé la musique cette décennie" et NME l'a inclus parmi "les 10 artistes qui ont défini les années 2010". Marcus J. Moore, écrivain de NPR a remarqué la présence de l'esthétique rap-jazz de Lamar dans son répertoire disant qu'"il est à l'avant-garde de ce mouvement, prouvant qu'il est lui aussi un transgresseur des règles, tout comme Miles, Herbie, Coltrane, Glasper et Hargove, qui ont tous pris des risques créatifs audacieux pour pousser le jazz en territoire inconnu", et a remarqué que Lamar introduit le jazz à une génération "qui ne le connaît peut-être que par les anciennes collections de disques de leurs parents". L'écrivain américain Matt Miller de Esquire a émis un avis sur la vidéographie du rappeur en 2017, attribuant à Lamar le mérite d'avoir "relancé" le vidéoclip comme "une forme puissante" de commentaire social, en citant comme exemples Alright et Humble.
De nombreux artistes ont cité son travail comme source d'inspiration, notamment Khalid, Roddy Ricch, Christine and the Queens, Jhené Aiko, YBN Cordae, et Dua Lipa. L'album Blackstar (2016) de David Bowie a été influencé par To Pimp a Butterfly, qui a été noté par Rolling Stone comme l'un des albums qui ont fait de Lamar "le rappeur le plus profond, le plus énervé, le plus musical et le plus conséquent de la décennie".

### Style musical
Lamar a été qualifié de « nouveau roi du hip hop » à de nombreuses reprises,,. Lamar se présente souvent comme le « meilleur rappeur vivant », et s'est une fois auto-proclamé « Roi de New York ».
Sur le thème de son genre de musique, Lamar a dit : « Vous ne pouvez vraiment pas classer ma musique, c'est de la musique humaine. », Les projets de Lamar sont généralement des albums-concept. Les critiques ont trouvé good kid, m.A.A.d city fortement influencé par le rap West Coast et le gangsta rap des années 1990. Son troisième album studio, To Pimp a Butterfly, incorpore des éléments de funk, free jazz, de soul et de spoken word.
Qualifié de « rappeur radio-ouvert mais ouvertement politique » par Pitchfork, Lamar est un «maître du storytelling», ses paroles sont décrites comme des «lames de katana tranchantes» et son flow est souple et habile. Les textes de Lamar font généralement référence au racisme, à l'autonomisation des Noirs et à l'injustice sociale. Son écriture a également été qualifiée de « confessionnelle » et controversée. Le New York Times a qualifié le style de musique de Lamar d’anti-flamboyant, d’intérieur et de complexe et l’a qualifié de rappeur technique. Billboard a qualifié son lyrisme de « shakespearien ».

## Controverses
Le morceau The Blacker the Berry, deuxième single de To Pimp A Butterfly, sorti le 9 février 2015, a suscité la controverse à la suite des lignes suivantes : "So why did I weep when Trayvon Martin was in the street, when gang-banging make me kill a nigga blacker than me? Hypocrite!" ("Et pourquoi ai-je pleuré quand Trayvon Martin était dans la rue ? Alors que le gang me fait tuer un négro plus noir que moi ? Hypocrite !") Les gens ont perçu ces lignes comme un jugement de Kendrick Lamar envers la communauté noire. Plus tard, dans une interview accordée à NPR, Lamar a parlé des paroles en disant : "Ce n'est pas moi qui montre du doigt ma communauté ; c'est moi qui me montre du doigt, je ne parle pas de ces choses si je ne les ai pas vécues, et j'ai blessé des gens dans ma vie. C'est une chose à laquelle je dois encore penser quand je dors la nuit."
Après la sortie de son single Humble, Lamar a fait face à des retours pour les lignes "I'm so fucking sick and tired of the Photoshop/Show me something natural like afro on Richard Pryor/Show me something natural like ass with some stretch marks" ("J'en ai marre et je suis fatigué de Photoshop/Montre-moi quelque chose de naturel comme l'afro de Richard Pryor/ Montre-moi quelque chose de naturel comme un cul avec des vergetures") et a été accusé de rabaisser certaines femmes qui aiment se maquiller dans le but d'élever leur moral. SZA prendra par la suite le parti de Lamar. La mannequin qui figure dans le clip vidéo de Humble a également été attaquée sur les réseaux sociaux en raison de son rôle dans la vidéo.
En 2018, lors d'un concert, il invite une fan blanche à interpréter le morceau m.A.A.d city. Pendant sa prestation, le rappeur l'interrompt car elle a dit le mot nègre, qui apparait dans le texte de la chanson, puis lui dit : "Il faut que tu censures un mot !". Après, la fan recommence à interpréter le morceau mais finit par quitter la scène, huée par le public.[réf. nécessaire]
Ceci a valu à Kendrick beaucoup de réaction divisées. D'un côté, ses détracteurs le traitent d'hypocrite, tandis que certains y voient une démarche pédagogique.
En août 2013, Lamar est apparu en featuring au côté de Jay Electronica sur le morceau Control de Big Sean. Dans son couplet, Lamar cite plusieurs rappeurs en leur disant qu'il va assassiner ses concurrents. Le couplet a donné lieu à des réponses et des diss tracks d'artistes tels que Joe Budden, Papoose, Meek Mill, Diddy, Lupe Fiasco et B.o.B. Rolling Stone a qualifié le couplet comme étant « L'un des moments de rap les plus importants de la décennie ».
Kendrick Lamar serait en querelle avec Drake. Complex qualifie leur relation de "compliquée", Genius parle d'une « guerre subliminale », tandis que GQ l'a qualifiée de "guerre froide" en raison de la popularité de masse des deux artistes. La tension entre les deux artistes a commencé après la sortie du single Control de Big Sean en featuring avec Kendrick Lamar et Jay Electronica, en août 2013. Dans son couplet, Lamar prétendait qu'il allait "tuer" tous ses concurrents, y compris Drake. Avant la sortie de Control, Lamar avait déjà collaboré avec Drake pour les morceaux Buried Alive Interlude de Drake, Poetic Justice de Lamar et pour Fuckin' Problems de ASAP Rocky. Drake a répondu au couplet de Lamar dans Control, dans une interview avec Billboard, en disant : "Je sais très bien que Kendrick ne m'assassine pas du tout, quelle que soit la plate-forme."
Le 24 septembre 2013, le troisième album de Drake, Nothing was the Same, est sorti. Des publications telles que Complex ont spéculé que Drake avait envoyé des insultes subliminales à Lamar dans la chanson (et plus tard devenu single de l'album) The Language. Lamar a encore exacerbé les tensions entre les deux artistes lors du cypher du BET Hip-Hop Awards 2013 dans lequel il fait référence à Drake lors de son couplet, en disant "Yeah, and nothing's been the same since they dropped 'Control' / And tucked a sensitive rapper back in his pajama clothes." Stereogum a dit que Lamar faisait référence au troisième album studio de Drake, Nothing was the Same, et que Drake a été qualifié de trop sensible par les médias.
En décembre 2013, Drake, alors qu'il était interviewé par Vice, a déclaré qu'il "a tenu bon" et qu'il devait réaliser "que je suis appâté et que je ne vais pas tomber", puis a refusé de nier que la ligne sur The Language était dirigée contre Kendrick, disant qu'il ne voulait pas entrer dans des réponses. Drake a ajouté plus tard qu'il a reconnu que les lignes que Kendrick a prononcé lors du cypher de TDE étaient pour lui et qu'il ne lui suffisait pas de préparer une réponse avant de dire qu'ils ne s'étaient pas vus depuis le cypher de BET. Plusieurs autres lignes subliminales ont été dites par les deux rappeurs, quatre par Kendrick sur les morceaux, Pay for it, King Kunta, Darkside/Gone et Deep Water et deux par Drake sur les chansons Used To et 4PM In Calabasas.
En juin 2016, Marcellus Wiley, ancien joueur de la NFL et animateur d'une émission de télévision, a prétendu que Drake ou Lamar avait accordé une entrevue à l'émission ESPN dans laquelle ils avaient commencé à parler de cette querelle et qu'ils avaient des problèmes avec l'autre personne. L'interview n'a finalement pas été diffusée et Wiley a dit qu'elle avait été "détruite". Wiley a déclaré que l'interview aurait intensifié la querelle,. Après une pause de presque un an, Kendrick Lamar a sorti The Heart Part 4. Il était supposé que la phrase de Lamar "One, two, three, four, five/I am the greatest rapper alive" était une réponse à celle de Drake "I know I know I said top five, but I'm top two/And I'm not two and I got one" sur la chanson Gyalchester,. Kendrick a commencé à insulter les rappeurs qui ont des Ghostwriters dans une interview avec Rolling Stone en août 2015. Il était supposé que l'insulte était dirigée contre Drake, qui a été dans la controverse en raison de l'utilisation de ghostwriters sur des chansons telles que RICO.
Kendrick Lamar s'est aussi disputé avec le rappeur Big Sean. Après la sortie du titre de Sean Control en août 2013 dans lequel Lamar cite Sean et prétend qu'il va le "tuer", ce dernier a répondu par des louanges en disant "Très bien, c'est ce à quoi il faut revenir, il faut revenir au hip-hop, à cette culture". En janvier 2015, Sean parla plus tard de Control, disant que la chanson était "négative", et un mois plus tard sortait Me, Myself, and I, un freestyle avec des lignes subliminales envers Kendrick. En octobre 2016, Big Sean sort le morceau No More Interviews avec des lignes contre Kendrick.
En février 2017, Big Sean est apparu sur Breakfast Club et lorsqu'on lui a demandé des nouvelles de Kendrick Lamar sur Control, il est devenu agressif. Lamar est revenu après avoir été absent un an dans le hip-hop, avec le morceau The Heart Part 4, qui comportait des lignes subliminales envers Drake et Big Sean. Lamar a continué avec d'autres disses sur le single Humble.

## Distinctions
Kendrick Lamar a remporté 22 Grammy Awards, et a été nommé à 39 reprises dans sa carrière. Lamar compte un total de sept nominations à la 56e cérémonie des Grammy Awards en 2014, pour son album good kid, m.A.A.d city dont l'« album de l'année ». Un an plus tard, lors de la 57e cérémonie des Grammy Awards en 2015, il remporte les prix de la « meilleure chanson rap » et de la « meilleure performance rap » pour son single i. Son second album studio, To Pimp a Butterfly, est nommé pour le prix de l'« album de l'année » à la 58e cérémonie des Grammy Awards en 2016. Il reçoit au total 11 nominations aux Grammy Awards 2016, ce qui fait de lui l'artiste le plus nommé de la cérémonie cette année. Il est le deuxième artiste le plus nommé dans l'histoire des Grammy Awards, seul Michael Jackson en totalise plus que lui en une cérémonie, avec 12 nominations. Le rappeur apparait pour la première fois sur la liste The Time 100 des personnes les plus influentes au monde, en 2016.
Lamar compte deux honneurs civiques. Le 11 mai 2015, le sénat de l’État de Californie remet à Lamar une récompense exceptionnelle. Le 35e Generational Icon Award lui est décerné dans l'enceinte du sénat. Il reçoit ce prix pour honorer tous les dons qu'il a octroyé à la ville de Compton. Il concède notamment des libéralités à une école mais également à beaucoup d'autres œuvres de charité. Lamar dit au législateur : « Je vous remercie du fond du cœur de m'honorer aujourd'hui[réf. nécessaire]. » Le 13 février 2016, Aja Brown, maire de la ville de Compton en Californie, remet à Lamar la clé de la ville. C'est pour représenter l'évolution de Compton, pour mettre en œuvre la nouvelle vision de la ville.
Son premier album studio, good kid, m.A.A.D City, est nommée dans les « 100 meilleurs albums de tous les temps » par le magazine Rolling Stone. To Pimp a Butterfly est évalué par de nombreux magazines, notamment Rolling Stone, comme étant le meilleur album de l'année 2015. Le producteur Tony Visconti déclare que l'album Blackstar (2016) de David Bowie, est influencé par le travail de Lamar. Toni Visconti et David Bowie déclarent qu'ils ont adoré le fait que Kendrick était tellement ouvert d'esprit et qu'il n'a pas fait un album un disque hip-hop straight-up. En 2015, Billboard inclut Lamar dans le top 10 des « meilleurs rappeurs de tous les temps ». Complex classe Lamar au sommet de sa liste des « 20 meilleurs rappeurs âgés de la vingtaine » en 2013, 2015 et 2016 .
En 2018, il devient le premier artiste hip-hop récompensé d'un prix Pulitzer.

## Vie privée
Depuis 2005, Kendrick Lamar est en couple avec Whitney Alford. En avril 2015, ils annoncent leurs fiançailles après dix ans de concubinage[réf. nécessaire]. Ils ont deux enfants dont une fille née en 2019.
Lamar est le cousin du joueur de basket Nick Younget il est aussi le cousin de Baby Keem. Son père était membre des Gangster Disciples.
Il fumait du cannabis, mais il a arrêté depuis[Quand ?].

## Religion
Lamar est chrétien dévot, et dit qu'il s'est converti après la mort d'un ami. Il s'est exprimé ouvertement sur sa foi, tant dans sa musique que dans ses interviews. Il a annoncé sur scène lors d'une date au Staples Center lors du Yeezus Tour de Kanye West qu'il avait été baptisé en 2013,,. Lamar a crédité Dieu pour sa renommée et pour l'avoir délivré du crime qui a souvent affligé Compton dans les années 1990. Lamar croit aussi que sa carrière est divinement inspirée et qu'il a une plus grande intention de servir l'humanité, en disant dans une interview à Complex : « J'ai un but plus important, Dieu a mis quelque chose dans mon cœur à faire passer et c'est ce sur quoi je vais me concentrer, en utilisant ma voix comme un instrument et en faisant ce qui doit être fait. ».
Les lignes d'introductions de son album Good Kid, M.A.A.D City comprend une forme de la prière du pécheur. Sa chanson y parle de sa foi chrétienne. Le quatrième album studio de Lamar, DAMN comprend un thème récurrent basé sur la religion et la lutte.

## Discographie

### Albums studio
- 2011 : Section.80
- 2012 : Good Kid, M.A.A.D City
- 2015 : To Pimp a Butterfly
- 2017 : DAMN.
- 2022 : Mr. Morale & the Big Steppers
- 2024 : GNX

### Mixtapes
- 2003 : Y.H.N.I.C. (Hub City Threat: Minor of the Year) (sous K.Dot)
- 2005 : Training Day (sous K.Dot)
- 2009 : C4 (sous K.Dot)
- 2009 : Kendrick Lamar

- 2010 : Overly Dedicated

### Compilations
- 2016 : untitled unmastered.

### Bandes originales
- 2018 : Black Panther: The Album

## Filmographie

### Télévision
- 2017 : The Defiant Ones (série documentaire musicale) d'Allen Hughes : lui-même
- 2018 : Power : Laces

## Jeu vidéo
On retrouve la chanson A.D.H.D dans le jeu vidéo Grand Theft Auto V, sur Radio Los Santos, mais également Swimming Pools (Drank), ainsi que plusieurs collaborations avec ses compères Ab-Soul sur ILLuminate, Jay Rock sur Hood Gone Love It et ScHoolboy Q sur Collard Greens.